# 9K338 Igla-S
El 9K338 «Igla-S» (en ruso: 9К338 «Игла-С», designación OTAN: SA-24 Grinch) es un misil antiaéreo ruso descendiente de una larga familia de misiles antiaéreos portátiles soviéticos. También es conocido como Super Igla. Entró en servicio en el año 2008 y es un desarrollo del 9K38 Igla. 

## Características
Respecto a su predecesor, el Igla-S posee un alcance mejorado de hasta 6 km, capacidad de disparo nocturno, una cabeza de combate mayor y un nuevo infrarrojo que es capaz de discriminar diferentes fuentes de calor. Otra característica es la capacidad alcanzar todo tipo de objetivos aéreos, incluyendo misiles cruceros subsónicos y aeronaves no tripuladas entre 10 hasta 3.500 m de altitud.
Este sistema fue visto por primera vez en Venezuela el 19 de abril de 2009 y opera en conjunto con los misiles portátiles de fabricación sueca RBS-70 en las unidades antiaéreas del Ejército venezolano.

## Uso
- Armenia
- Azerbaiyán
- Brasil
- Libia
- Rusia
- Eslovenia
- Tailandia
- Venezuela
- Vietnam